# 제1함대 (대한민국)
제1함대(第一艦隊, ROKN 1st Fleet)는 울릉도와 독도를 포함한 동해 해역을 방위하기 위해 강원특별자치도 동해시 동해 해군기지에 사령부를 두고 있는 대한민국 해군의 함대이다. 현재 기함은 DDH-971 광개토대왕이다.

## 역사
처음에는 1946년 8월 22일 남조선해안경비대 묵호기지로 창설되었다. 한국 전쟁이 발발한 1950년 6월 25일 옥계 지역에 상륙중이던 북한군 상륙정 1척을 격침, 기동선 1척을 나포하였다. 이 전투의 승리는 동해안 후방 깊숙이 우회 침투해 강릉 주둔 국군 8사단을 고립시키고 후방 교란을 꾀하려던 북한군의 작전을 무산시키는 역할을 했다.
2007년 3월 2일, 국방개혁 2020 야전부대 지휘체계 단순화 방침에 따라 제1전투전단이 해체되어 제11, 12, 13, 15전대가 함대 사령관의 직접 명령을 받게되었다. 제1전투전단장은 제1함대 부사령관 직책으로 옮겨갔다.
2009년 일본 해상자위대의 마이즈루 지방대와 교류 및 협력 강화를 맺었다.
2015년 1월 30일, 3개 전대로 구성된 해군 1함대 소속의 1해상전투단이 창설되었다. 1해상전투단은 예하에 11구축함전대, 12초계함전대, 13고속정전대를 두고 평시에는 전투준비태세를 갖추고 전시에 해상전투단장이 직접 함정을 지휘, 전투 임무를 수행하게 된다.

## 편성

### 부대
- 제1해상전투단
  - 제11구축함전대
  - 제12초계전대
  - 제13고속정전대
- 제1기지전대
- 제1군수전대
- 제1훈련전대
- 제108조기경보전대
- 제118조기경보전대
- 항공대
- 제3특전대대 (해군특수전전단)
- 군사경찰대대
- 지휘통신대대
- 포항항만방어대대

### 함선
- 광개토대왕급 구축함
  - DDH-971 광개토대왕 - 함대 기함
  - DDH-973 양만춘
- 인천급 호위함
  - FFG-815 강원
- 대구급 호위함
  - FFG-818 대구
  - FFG-822 동해
  - FFG-825 포항
  - FFG-827 춘천
- 울산급 호위함
  - FF-956 경북 - 2019년 12월 24일 퇴역
  - FF-959 부산
- 포항급 초계함
  - PCC-769 원주 - 2021년 12월 31일 퇴역
  - PCC-771 안동 - 2020년 12월 31일 퇴역
  - PCC-778 속초 - 2022년 12월 30일 퇴역
  - PCC-781 남원 - 2023년 12월 28일 퇴역
  - PCC-782 광명
- 윤영하급 고속함
  - PKG-718 현시학
  - PKG-719 정긍모
  - PKG-722 임병래
  - PKG-725 홍대선
  - PKG-729 김수현
  - PKG-733 이병철

## 기록

### 계보
- 1946년 8월 22일 - 조선 해양경비대 묵호기지.
- 1949년 6월 1일 - 묵호경비부.
- 1953년 9월 10일 - 한국함대.
- 1969년 4월 10일 - 제2해상경비사령부.
- 1971년 7월 1일 - 제1해상경비사령부.
- 1974년 - 제1해역경비사령부.
- 1986년 2월 1일 - 제1함대.

### 참전
- 한국 전쟁 - 대한해협 해전

## 갤러리

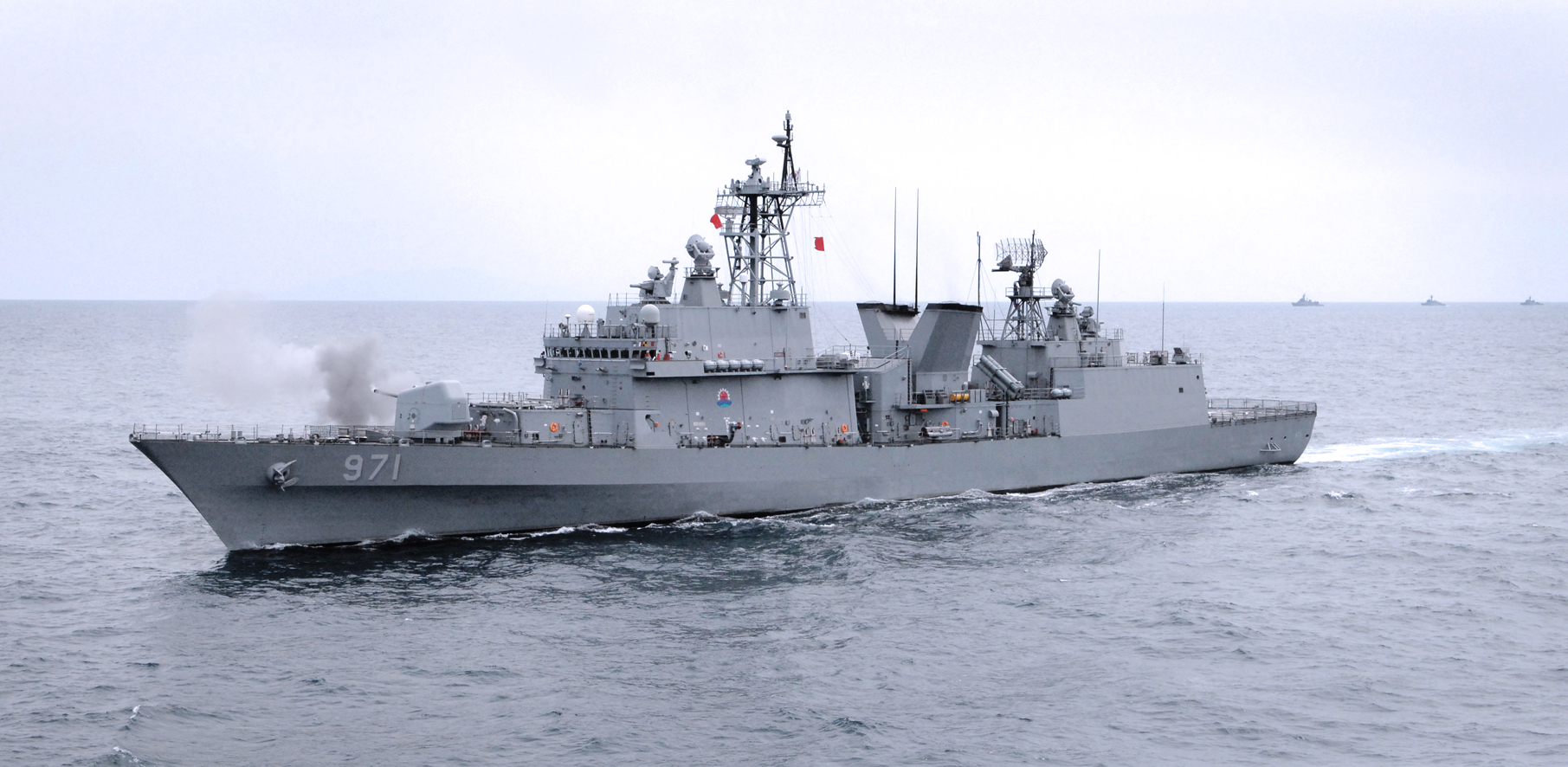
기함 광개토대왕
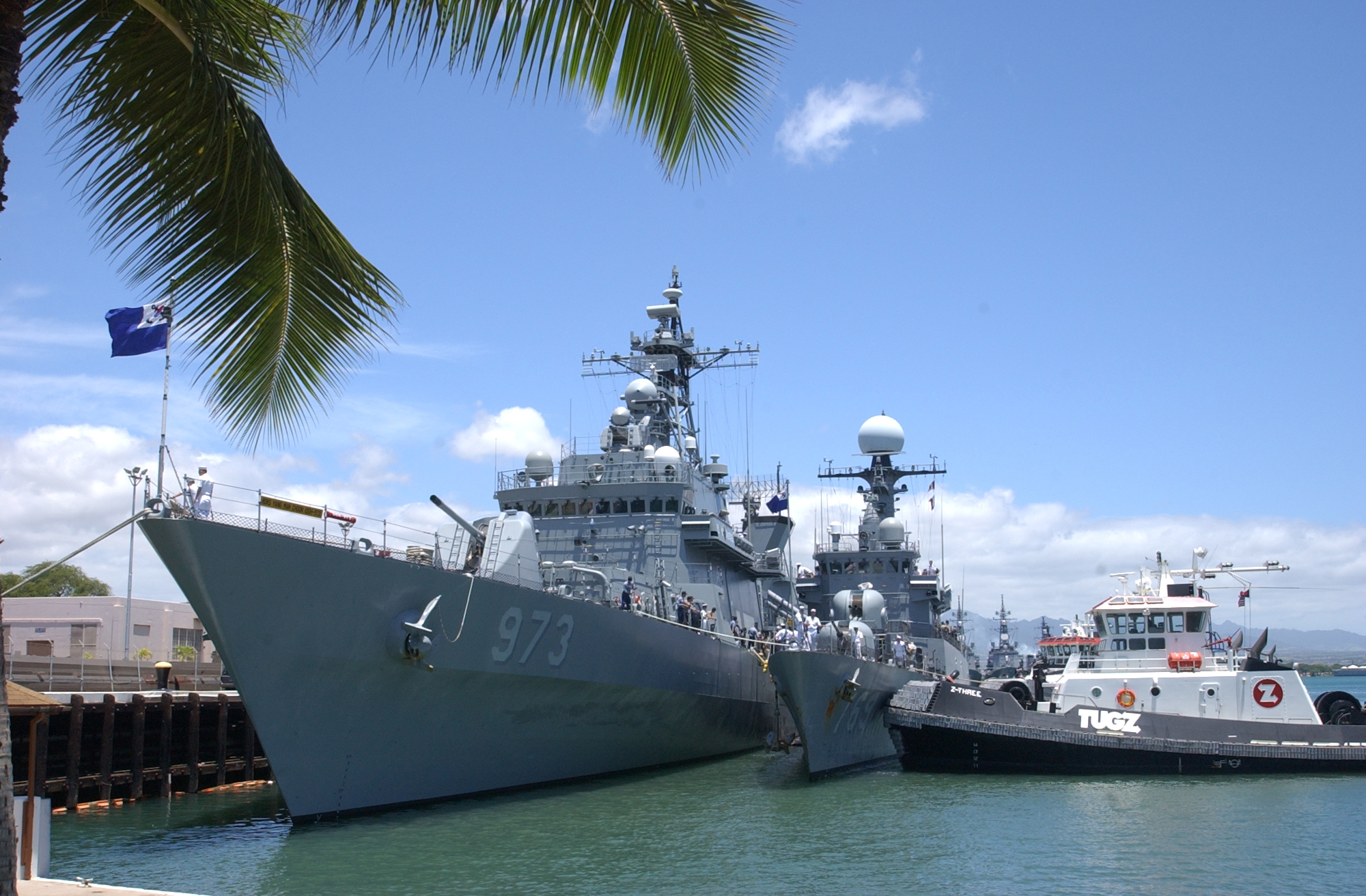
DDH 973 양만춘